# 擬絲鰟鮍
擬絲鰟鮍（學名：Rhodeus pseudosericeus）為輻鰭魚綱鯉形目鱊科鰟鮍屬的其中一種，被IUCN列為易危保育類動物，分布於亞洲韓國京畿道和江原道的南漢江流域，最早於1914年，由Jordan和Thompson將其命名為Acanthorhodeus atremius，體長可達6.1公分，棲息在底中層水域，雌魚會在將卵產在蚌殼內，幼魚孵化後，會留在貝殼中直到能獨立游泳，生活習性不明。

## 扩展阅读
維基物種上的相關：擬絲鰟鮍